# Cytheretta
Cytheretta is een geslacht van kreeftachtigen uit de klasse van de Ostracoda (mosselkreeftjes).

## Soorten
- Cytheretta (Flexus) gracilicosta Gramann & Moos, 1969 †
- Cytheretta (Flexus) gutzwilleri (Oertli, 1956) Olteanu, 1980 †
- Cytheretta accedens (Egger, 1858) Kollmann, 1957 †
- Cytheretta adriatica Ruggieri, 1952
- Cytheretta aequa Chochlova, 1960 †
- Cytheretta ajatensis Chochlova, 1960 †
- Cytheretta alberti (Schneider, 1939) Schneider, 1949 †
- Cytheretta alexanderi Howe & Chambers, 1935 †
- Cytheretta arcilis Ducasse, 1967 †
- Cytheretta armenica Suzin, 1958 †
- Cytheretta arrugia Bold, 1957 †
- Cytheretta auriculata Blondeau, 1973 †
- Cytheretta bambruggensis Keij, 1957 †
- Cytheretta bartonica Soenmez-Goekcen, 1973 †
- Cytheretta bassiounii Uffenorde, 1981 †
- Cytheretta bassleri Howe in Howe, Hadley et al., 1935 †
- Cytheretta belgica (Brady, 1878) Kruit, 1955
- Cytheretta bernensis Oertli, 1956 †
- Cytheretta bullans Keen, 1972 †
- Cytheretta buttensis Keen, 1972 †
- Cytheretta carita Keen, 1972 †
- Cytheretta cellulosa Keen, 1972 †
- Cytheretta ciampoi Bonaduce, Ruggieri, Russo & Bismuth, 1992 †
- Cytheretta colwellensis (Jones, 1857) Keen, 1968 †
- Cytheretta compacta Gramm, 1963 †
- Cytheretta costellata (Roemer, 1838) Apostolescu, 1955 †
- Cytheretta crassivenia Apostolescu, 1955 †
- Cytheretta cratis (Keen, 1972) Faure & Guernet, 1988 †
- Cytheretta dalli Smith, 1941 †
- Cytheretta darensis Swain, 1952 †
- Cytheretta daytonaensis Swain, 1946 †
- Cytheretta defixa Ducasse, 1967 †
- Cytheretta depressula Bassiouni, 1962 †
- Cytheretta difficilis Luebimova & Sanchez, 1974 †
- Cytheretta disparocostata Yaskevich, 1961 †
- Cytheretta divaricata (Egger, 1858) Witt, 1967 †
- Cytheretta dominicana (Bold, 1968) Bold, 1988 †
- Cytheretta ebraica Aruta, 1983 †
- Cytheretta edwardsi (Cushman, 1906) Mueller, 1912 †
- Cytheretta elegans Ducasse, 1967 †
- Cytheretta eocaenica Keij, 1957 †
- Cytheretta exilis Yaskevich, 1961 †
- Cytheretta forticosta Keen, 1972 †
- Cytheretta geoursensis Keen, 1972 †
- Cytheretta gibberis Keen, 1972 †
- Cytheretta glabra Bassiouni, 1962 †
- Cytheretta grandis Rosyjeva, 1962 †
- Cytheretta haimeana (Bosquet, 1852) Apostolescu, 1955 †
- Cytheretta harmeri Wilkinson, 1980 †
- Cytheretta headonensis (Haskins, 1969) Keen, 1972 †
- Cytheretta hiltermanni Bassiouni, 1962 †
- Cytheretta infirma Howe, 1951 †
- Cytheretta invalida Huang, 1975 †
- Cytheretta ishizakii Bonaduce, Ruggieri, Russo & Bismuth, 1992 †
- Cytheretta iwasakii Nohara, 1987 †
- Cytheretta janischewskyi Schneider, 1953 †
- Cytheretta jeffersonensis Stephenson, 1944 †
- Cytheretta judaea (Brady, 1868) Keen, 1972
- Cytheretta jurinii (Muenster, 1830) Ruggieri, 1950
- Cytheretta kalugini Rosyjeva, 1962 †
- Cytheretta keiji Scheremeta, 1969 †
- Cytheretta klaehni Stchepinsky, 1963 †
- Cytheretta korobkovi Schneider, 1949 †
- Cytheretta laticosta (Reuss, 1850) Keij, 1957 †
- Cytheretta levis Ducasse, 1967 †
- Cytheretta loculamentea Ducasse, 1967 †
- Cytheretta maddocksae Jain, 1978
- Cytheretta mandelstami Sakina, 1971 †
- Cytheretta maxima Ducasse, 1967 †
- Cytheretta mediocostata Moyes, 1965 †
- Cytheretta michailovi Nikolaeva, 1978 †
- Cytheretta minipunctata Keen, 1972 †
- Cytheretta minipustulosa Keen, 1972 †
- Cytheretta minor (Lienenklaus, 1905) Triebel, 1952 †
- Cytheretta minutipunctata Swain & Gilby, 1974
- Cytheretta moosi Bassiouni, 1962 †
- Cytheretta multicostata Apostolescu, 1957 †
- Cytheretta multinervis (Reuss, 1869) Mckenzie et al., 1979 †
- Cytheretta nerva Apostolescu, 1957 †
- Cytheretta obliqua Ducasse, 1967 †
- Cytheretta okaloosaensis Smith, 1941 †
- Cytheretta oligocaenica Keen, 1972 †
- Cytheretta ornamentata Voroshilova, 1956 †
- Cytheretta ornata (Hejjas, 1894) Brestenska, 1978 †
- Cytheretta orthezensis Moyes, 1965 †
- Cytheretta ovata (Egger, 1858) Witt, 1967 †
- Cytheretta paucipunctata (Ulrich & Bassler, 1904) Puri, 1952 †
- Cytheretta pilgeri Bassiouni, 1962 †
- Cytheretta plebeia Puri, 1952
- Cytheretta ponceana Bold, 1969 †
- Cytheretta porcella (Ulrich & Bassler, 1904) Swain, 1952 †
- Cytheretta porosacosta Keen, 1972 †
- Cytheretta postfortisculpta Ziegler & Roedder, 1995 †
- Cytheretta posticalis Triebel, 1952 †
- Cytheretta postornata Keen, 1972 †
- Cytheretta procera (Lienenklaus, 1894) Uffenorde, 1981 †
- Cytheretta propinqua (Terquem, 1878) Wouters, 1974 †
- Cytheretta pulchra Moyes, 1965 †
- Cytheretta punctata Sanguinetti, 1979 †
- Cytheretta ramalhi Nascimento, 1990 †
- Cytheretta ramosa (Lienenklaus, 1905) Triebel, 1952 †
- Cytheretta rectivenia Li, 1963 †
- Cytheretta regularis Keen, 1972 †
- Cytheretta reticulata Edwards, 1944 †
- Cytheretta rhenana Triebel, 1952 †
- Cytheretta rothwelli Swain & Gilby, 1974
- Cytheretta rubra Mueller, 1894
- Cytheretta ruelensis Keen, 1972 †
- Cytheretta ruggierii Puri, 1958
- Cytheretta rugulosa Scheremeta, 1969 †
- Cytheretta sagri Deltel, 1963 †
- Cytheretta samothracia Deltel, 1963 †
- Cytheretta scrobiculoplicata (Jones, 1857) Eagar, 1965 †
- Cytheretta scrofulosa Makhkamov, 1984 †
- Cytheretta sculpta Ducasse, 1963 †
- Cytheretta seminotata (Reuss, 1856) Carbonnel, 1969 †
- Cytheretta semiornata (Egger, 1858) Witt, 1967 †
- Cytheretta semipunctata (Bornemann, 1855) Triebel, 1952 †
- Cytheretta semisulcata (Capeder, 1902) Ascoli, 1968 †
- Cytheretta seydaensis Pietrzeniuk, 1969 †
- Cytheretta simplex Moyes, 1965 †
- Cytheretta spencerensis Smith, 1941 †
- Cytheretta stigmosa (Triebel, 1952) Keen, 1972 †
- Cytheretta striatopunctata (Terquem, 1878) Mostafawi, 1989 †
- Cytheretta subedwardsi Rosyjeva, 1962 †
- Cytheretta subparallela Ducasse, 1967 †
- Cytheretta subradiosa (Roemer, 1838) Ruggieri, 1950 †
- Cytheretta sulcata Bassiouni, 1962 †
- Cytheretta tenuipunctata (Bosquet, 1852) Apostolescu, 1955 †
- Cytheretta tenuistriata (Reuss, 1853) Triebel, 1952 †
- Cytheretta teshekpukensis Swain, 1963 †
- Cytheretta tracyi Blake, 1929 †
- Cytheretta translucida Rosyjeva, 1962 †
- Cytheretta tricostata Olteanu, 1977 †
- Cytheretta triebeli Oertli, 1956 †
- Cytheretta tshelcovi Schneider, 1971
- Cytheretta tyusensis Stephenson, 1946 †
- Cytheretta ulrichi Puri, 1952
- Cytheretta ungusensis Rosyjeva, 1962 †
- Cytheretta unicostata Monostori, 1985 †
- Cytheretta variabilis Oertli, 1956 †
- Cytheretta venablesi Keen, 1978 †
- Cytheretta vesca Keen, 1972 †
- Cytheretta voluminosa Gramm, 1963 †
- Cytheretta vulgaris Ducasse, 1967 †